# Rynek w Raciborzu
Rynek w Raciborzu – rynek miejski położony w centrum Raciborza był centralnym placem średniowiecznego założenia urbanistycznego. Obecnie najważniejsza przestrzeń publiczna miasta.

## Rynek i jego otoczenie
Obecnie Rynek jest dużym, prostokątnym placem, który jest otwarty w kierunku północnym (na dzielnicę Ostróg). Z rogów rynku wychodzą cztery ulice w kierunkach równoleżnikowych oraz w pierzei zachodniej w środku odchodzi spod łuku architektonicznego ulica Rzeźnicza. Natomiast ze środka pierzei północnej wychodzi ulica Odrzańska, a ze wschodniego odcinka pierzei południowej - ulica Nowa.

## Historia
W średniowieczu raciborski rynek był w środku zabudowany. W środku znajdował się ratusz, który został wzmiankowany w dokumentach z 1361 roku, a także obok ratusza znajdował się dom kupców, o którym jest mowa już w 1313 roku oraz wokół rynku murowane sukiennice wymienione w dokumentach z 1293 roku. Na Rynku znajdowały się stragany, kramy oraz ławy, a w dokumentach mówi się po ulicy Kramarskiej, która miała być przedłużeniem ulicy Odrzańskiej. 8 października 1488 roku po południu na rogu Rynku przy wylocie obecnej ulicy Mickiewicza wybuchł pożar, który strawił całą wschodnią pierzeję kościoła św. Jakuba, ratusz, budy kramarskie, rezydencję kanoników, a także wieżę kościoła Wniebowzięcia Najświętszej Maryi Panny. Jednak budowle w środku Rynku znikły najprawdopodobniej w 1722 roku po pożarze. Po tym pożarze zniesiono zabudowę w środku Rynku. Najstarszy plan rynku w formie kolorowego, odręcznego rysunku powstał dopiero w 1750 roku, na którym znajdowały się trzy ulice odchodzące od Rynku, mianowicie: Odrzańska, Nowa i Rzeźnicza.
Prawdopodobnie od 1780 roku, naprzeciw rezydencji miejskiej hrabiów von Gaschin znajdował się budynek głównego odwachu. Następnie został przeniesiony na plac Zborowy w 1866 roku, a poprzednią siedzibę rozebrano.
W 1817 roku przy Rynku wybudowano duży budynek dla Ziemstwa Górnośląskiego (Oberschlesische Fürstentumslandschaft).
Budynki znajdujące się w zachodniej pierzei był bardzo duże, często przekraczały trzy kondygnacje.
Naprzeciw obecnego Domu Towarowego Bolko znajdowała się rorkastla, był to murowany pojemnik z rurami, który dostarczał wodę dla miasta z Obory.
Rynek strasznie ucierpiał w 1945 roku, ratusz wraz z innymi budynkami spłonął, a ostał się tylko jeden budynek (Rynek 3). Pod koniec lat czterdziestych przez Rynek zaczęła jeździć kolejka, którą wożono odzyskane z rozbiórek cegły na dworzec towarowy. Stamtąd cegły załadowane do wagonów kierowano do Warszawy. Pierwszym budynkiem odbudowany po wojnie była siedziba obecnego banku PKO (odbudowany w 1949 roku). Następnie dokonano odbudowy pierzei zachodniej Rynku między ulica Długą a Chopina próbując zachować kształt poprzedniej zabudowy architektonicznej. Sukiennice zostały przyozdobione neorenesansowymi attykami. Przeciwna strona rynku nie doczekała się stylizowanych sukiennic.

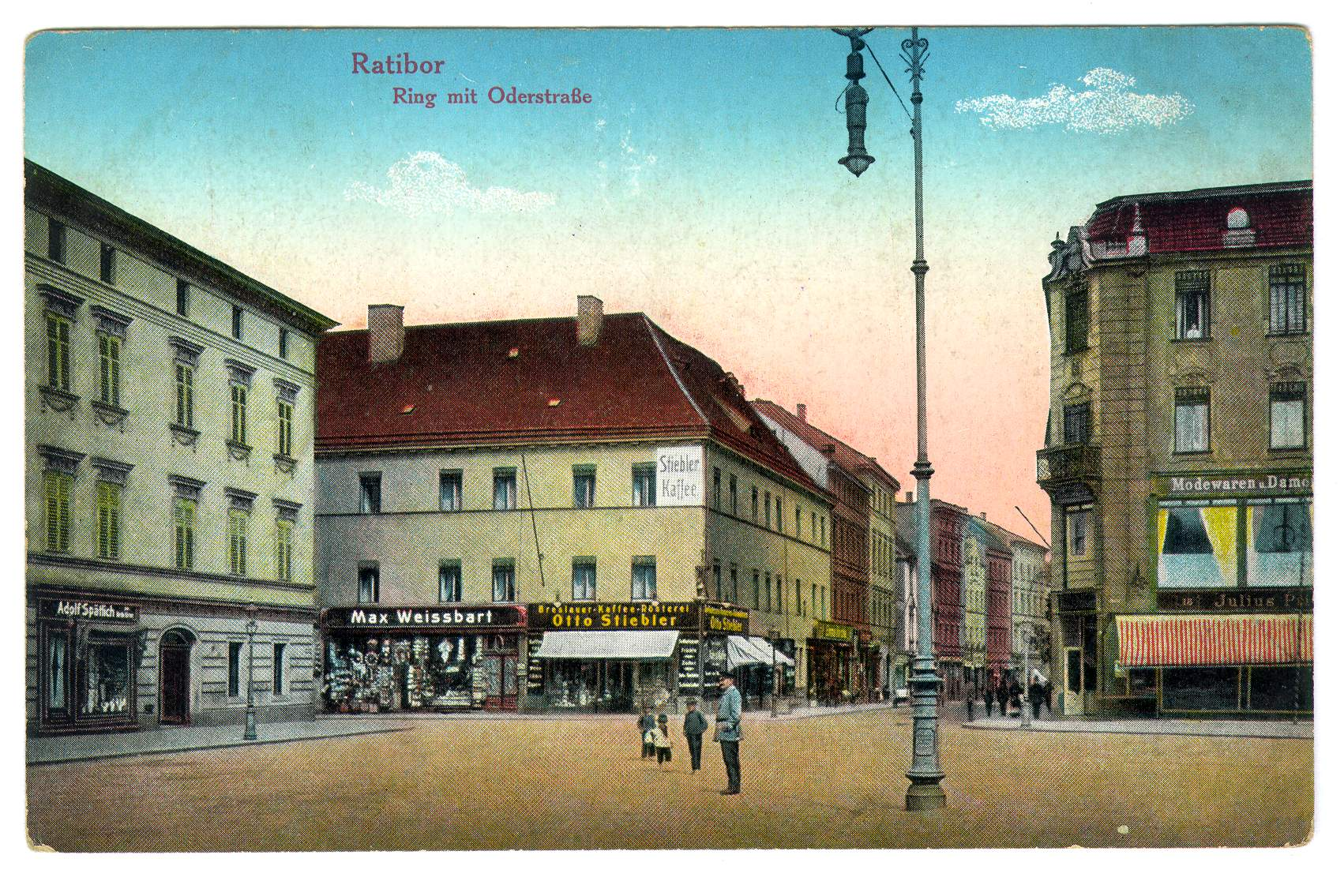
Kamienica hrabiów von Gaschin po lewej stronie

### Apteki przy Rynku
22 lipca 1670 roku cesarz Leopold udzielił przywileju prowadzenia apteki burmistrzowi Janowi Czechowi, choć już w 1663 roku księgi miejskie wymieniają go jako aptekarza. Pierwsza Pod Jednorożcem mieściła się na Rynku (dokładna lokalizacja nie jest znana). W XVIII wieku została założona nowa apteka, która przyjęła taką samą nazwę i mieściła się przy Rynku - numer 14. Księga adresowa z 1885 roku pod tym adresem wykazuje aż trzech aptekarzy: Wilhelma Henninga, Boleslausa von Gorsky'ego i Roberta Bergmanna. Inna apteka Pod Złoty Aniołem, która mieściła się w południowo-zachodniej pierzei Rynku, na rogu ulicy Długiej została założona w 1694 roku i działała nieprzerwanie do 1945 roku.

### Wille przy Rynku
W pierzei zachodniej Rynku, między ulicą Rzeźniczą a Chopina znajdowała się willa Gaszynów. Należał on do tego rodu w latach 1595-1725. Była to murowana, renesansowa budowla. Po 1725 roku kamienica przeszła w ręce znanej rodziny raciborskich kupców Galli. Następnie dom stał się własnością Józefa Domsa, który poślubił córkę Galli, Joannę. W 1811 roku otworzył przy rynku pierwszą w mieście fabrykę tabaki. 10 października 1846 roku podczas przejazdu przez miasto w tej kamienicy zatrzymał się król pruski Fryderyk Wilhelm IV.
Na miejscu dzisiejszego Domu Towarowego Bolko stała niegdyś barokowa kamienica należąca do rodziny raciborskich kupców Cecola, a później przejęta przez rodzinę Ackermannów. 29 maja 1846 roku Ferenc Liszt dał koncert fortepianowy w salonie tego domu.
Na miejscu obecnego Banku PKO przed 1777 rokiem znajdowała się kamienica, która była własnością kupców Bordollo. W 1830 roku przeszła ona w ręce właściciela młynów i fabryki drożdży, E. Schlesingera. Po swojej śmierci w testamencie z 9 kwietnia 1890 roku przekazał tę budowlę miastu.

## Ratusz

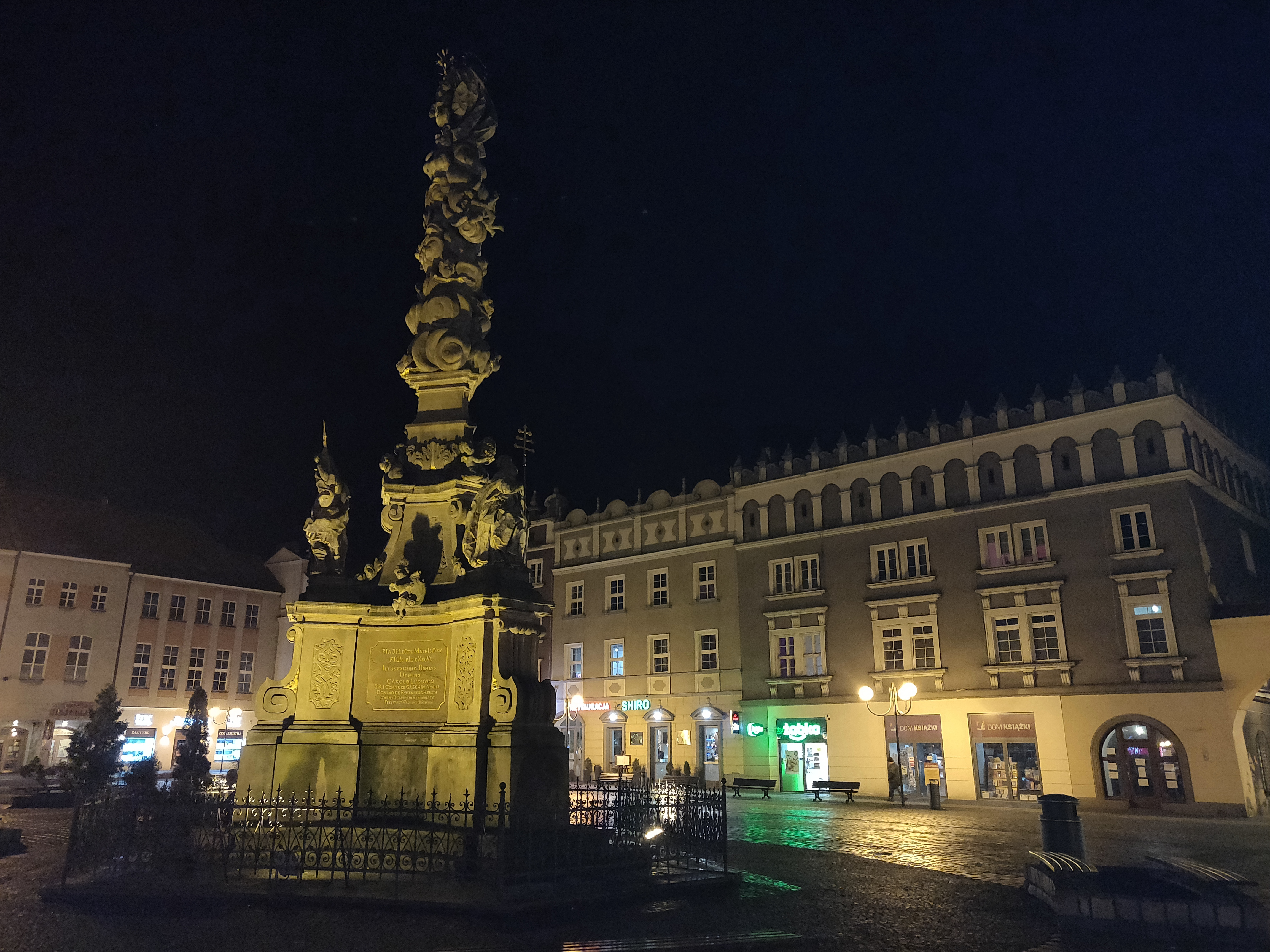
Rynek nocą

W środku Rynku znajdował się ratusz, który został wzmiankowany w dokumentach z 1361 roku. Jednak nie wiadomo kiedy dokładnie przeniesiono go w inne miejsce, ale przypuszcza się, że był to rok 1722, bowiem spłonął podczas pożaru. Jednak ta budowla również uległa zniszczeniu. Nowy ratusz wybudowany był w stylu klasycystycznym przez Gottlieba Tschecha.

## Kolumna Maryjna
Kolumna Matki Boskiej w Raciborzu, tzw. Kolumna Maryjna znajduje się w centrum Rynku. Jest to późnobarokowa budowla, wykonana w latach 1725–1727 przez austriackiego artystę Johanna Melchiora Österreicha.

## Kościół św. Jakuba
Świątynia ta związana jest z klasztorem Dominikanów, który mieścił się na dzisiejszym placu Targowym. Obecna zakrystia stanowi część krużganka klasztornego. W latach 20. XIX wieku podczas sekularyzacja klasztor rozebrano. Zręby kościoła wskazują na pochodzenie z XIII wieku.

## Kościół Wniebowzięcia Najświętszej Maryi Panny
Kościół według tradycji XVI-wiecznej pochodzi z początków XII wieku, a ufundowali go mieszkanie raciborscy. Budowla zachowała swój obecny kształt od czasu gruntownej przebudowy po pożarze w 1300 roku, a z tego okresu zachowała się główna bryła tworząca trójprzęsłową nawę w stylu gotyckim z zachowanym w prezbiterium sklepieniu krzyżowo-żebrowym.